# سو بوم جون
سو بوم جون (کره‌ای: 서범준؛ زادهٔ ۲۷ ژوئن ۱۹۹۷) بازیگر اهل کره جنوبی است. او به خاطر ایفای نقش در با وجود اینکه می‌دانم، پلیس‌های تازه‌کار، های کوکی، دست به یقه و سلسله‌مراتب شناخته می‌شود.

## زندگی شخصی
سو بوم جون در سن ۲۱ سالگی به مدت دو سال به سربازی رفت.